# Џонстон (Ајова)
Џонстон (енгл. Johnston) град је у америчкој савезној држави Ајова. По попису становништва из 2010. у њему је живело 17.278 становника.

## Демографија
Према попису становништва из 2010. у граду је живело 17.278 становника, што је 8.629 (99,8%) становника више него 2000. године.
| Група             | 2000.         | 2010.          |
| Белци             | 8.246 (95,3%) | 15.487 (89,6%) |
| Афроамериканци    | 50 (0,6%)     | 376 (2,2%)     |
| Азијати           | 173 (2,0%)    | 800 (4,6%)     |
| Хиспаноамериканци | 132 (1,5%)    | 350 (2,0%)     |
| Укупно            | 8.649         | 17.278         |